# Vrinnevi församling
Vrinnevi församling var en församling i Linköpings stift inom Svenska kyrkan i Norrköpings kommun. 
Församlingskyrka var Söderledskyrkan.

## Administrativ historik
Församlingen bildades genom en utbrytning 1992 ur Norrköpings Borgs församling, Tingstads församling och Sankt Johannes församling. Församlingen utgjorde ett eget pastorat.
Församlingen uppgick 2010 i Norrköpings Borgs församling.
Församlingskod var 058129.